# ハウジングアンドコミュニティ財団
一般財団法人ハウジングアンドコミュニティ財団（ざいだんほうじんハウジングアンドコミュニティざいだん）とは、豊かな住環境の創造に貢献することを目的として、1992年（平成4年）7月に財団法人として設立され、2011年（平成23年）4月に一般財団法人に移行した団体。株式会社長谷工コーポレーションの創業55周年記念事業として、また一過性に終わらない継続性のある社会貢献活動として設立された。

## 活動内容
住まい・まちづくり分野のNPO・市民活動団体への活動資金の助成を行うとともに、住まい・まちづくり分野における調査・研究などを行っている。

## 組織
- 設立：1992年（平成4年）7月17日
- 所在地：東京都港区芝2丁目31番19号 バンザイビル7階（〒105-0014）
- 財団法人設立時の出捐者：株式会社長谷工コーポレーション、株式会社長谷工アーベスト

## 主な事業
- 助成事業

住まい・まちづくり分野のNPO・市民活動団体を支援するための助成。
設立当初より実施している自主財源による「住まいとコミュニティづくり活動助成」のほか、国土交通省の委託事業や補助事業として実施しているプログラムがある。
- 調査研究事業

NPO・市民活動、協働・連携・交流、地域コミュニティ、住宅市街地整備などをテーマとする調査研究。
- ネットワーク事業

住まい・まちづくり分野のNPO・市民活動団体のネットワークづくり。

## 主な刊行物

### 書籍
- 『ＮＰＯ教書-創発する市民のビジネス革命』　ハウジングアンドコミュニティ財団編、風土社、1997年 ISBN 9784938894085

### 定期刊行物
- 「住まいとコミュニティづくり活動助成報告書」

住まいとコミュニティづくり活動助成の成果をとりまとめた報告書。年一回刊。

### その他の刊行物
- 調査研究事業の成果を取りまとめた報告書を刊行している。